# Гельхенский сельсовет
Гельхенский сельсовет  — административно-территориальная единица и муниципальное образование со статусом сельского поселения в Курахском районе Дагестана Российской Федерации.
Административный центр — село Гельхен.

## Население
| 2002 | 2010 | 2012 | 2013 | 2014 | 2015 | 2016 |
| ---- | ---- | ---- | ---- | ---- | ---- | ---- |
| 771  | ↘761 | ↘747 | ↗750 | ↗758 | ↘752 | ↘737 |
| 2017 | 2018 | 2019 | 2020 | 2021 | 2023 | 2024 |
| ↘730 | ↘717 | ↘706 | ↗707 | ↘668 | ↘654 | ↘652 |
| 2025 |      |      |      |      |      |      |
| ↘651 |      |      |      |      |      |      |

## Состав
| № | Населённый пункт | Тип населённого пункта       | Население |
| - | ---------------- | ---------------------------- | --------- |
| 1 | Гельхен          | село, административный центр | ↘561      |
| 2 | Квардал          | село                         | ↘107      |